# Игра стаклених перли
Игра стаклених перли, познат и под преводом Игра ђинђувама, роман је немачко-швајцарског књижевника и нобеловца Хермана Хесеа. Роман је настајао дуже од десет година. Хесе га је започео фебруара 1932, непосредно пре него што се преселио из Цириха у Монтањолу. Иако су одломци штампани у појединим књижевним часописима, роман је у целости први пут штампан 1943, када га је у два тома објавила издавачка кућа Фрец унд Васмут у Цириху, након што су нацисти забранили Хесеовој дотадашњој кући С. Фишер Верлаг да га објави у Немачкој. Сматра се његовим најбољим делом. Уједно је и Хесеов последњи роман. Када је 1946. Хесе добио Нобелову награду, Шведска академија је у образложењу нагласила да Игра стаклених перли заузима посебно место у његовом опусу.
Радња романа се одиграва у будућности у измишљеној држави Касталији, где су смештени елитни универзитети на којима се подучава игра стаклених перли. Сама игра није представљена конкретно, већ путем метафора и алузија. Игра је описана метафорички као универзални језик и метод који спаја науку и уметност, то јест, целокупно људско стваралаштво у један јединствени облик. У игри посебно место заузима музика. Њени играчи живе аскетски и у заједници строго хијерархијски одређеној. Сам заплет је обликован у форми образовног романа, током којег читалац прати одрастање и интелектуално сазревање Јозефа Кнехта, који временом постаје легендарни Мајстор игре. Књига се штампа заједно са Кнехтовим песмама и три школска састава. Филозофски и идејно Игра стаклених перли комбинује западну филозофију (Фридрих Шилер, Фридрих Ниче, Карл Густав Јунг) и далекоисточну културу и спиритуалност (будизам, медитација, Ји Ђинг).
Српски превод Игре стаклених перли је први пут штампан 1960. Превод је начинио Михаило Смиљанић. Други превод начинио је Бранимир Живојиновић, који је објављен под насловом Игра ђинђувама 1992.